# Maison du parc national des Pyrénées à Tarbes
La  maison du parc national des Pyrénées à Tarbes ouvert depuis l'automne 2008  situé à Tarbes, dans le département des Hautes-Pyrénées en région Occitanie est le siège administratif du parc national des Pyrénées.
On y trouve la direction, le secrétariat général, le service connaissance du patrimoine naturel et culturel et le service gestion du patrimoine et développement durable qui ont pour but la connaissance et la promotion des activités qui se produisent dans le parc national.

## Localisation
La maison du parc national des Pyrénées à Tarbes est située dans le quartier d'Ormeau-Figarol (canton de Tarbes 3) dans le parc Paul-Chastellain à l'endroit de l'ancienne Villa Fould qui date de 1855, qui accueille depuis 2008 le siège administratif et les salles d'exposition du parc national des Pyrénées.

## Description
- Un Espace muséographique et les salles d'expositions.
- Un Auditorium de 60 places.
- Une Bibliothèque constituée de 5.000 ouvrages dédiés au pyrénéisme et à l'histoire des Pyrénées.
- Une boutique.
- Une serre ou sont présentés des végétaux cultivés, présents dans le parc national.

## Autres maisons
Hautes-Pyrénées :
- Maison du parc national et de la vallée à Arrens-Marsous.
- Maison du parc national à Cauterets.
- Bâtiment d’accueil du parc national des Pyrénées à Cauterets.
- Maison du parc national à Saint-Lary-Soulan.
- Maison du parc national et de la vallée à Luz-Saint-Sauveur.
- Maison du parc national à Gavarnie.

Pyrénées-Atlantiques :
- Maison du parc national à Laruns.
- Maison du parc national à Etsaut.

## Galerie d'images

Sélection de vues de la maison du parc.
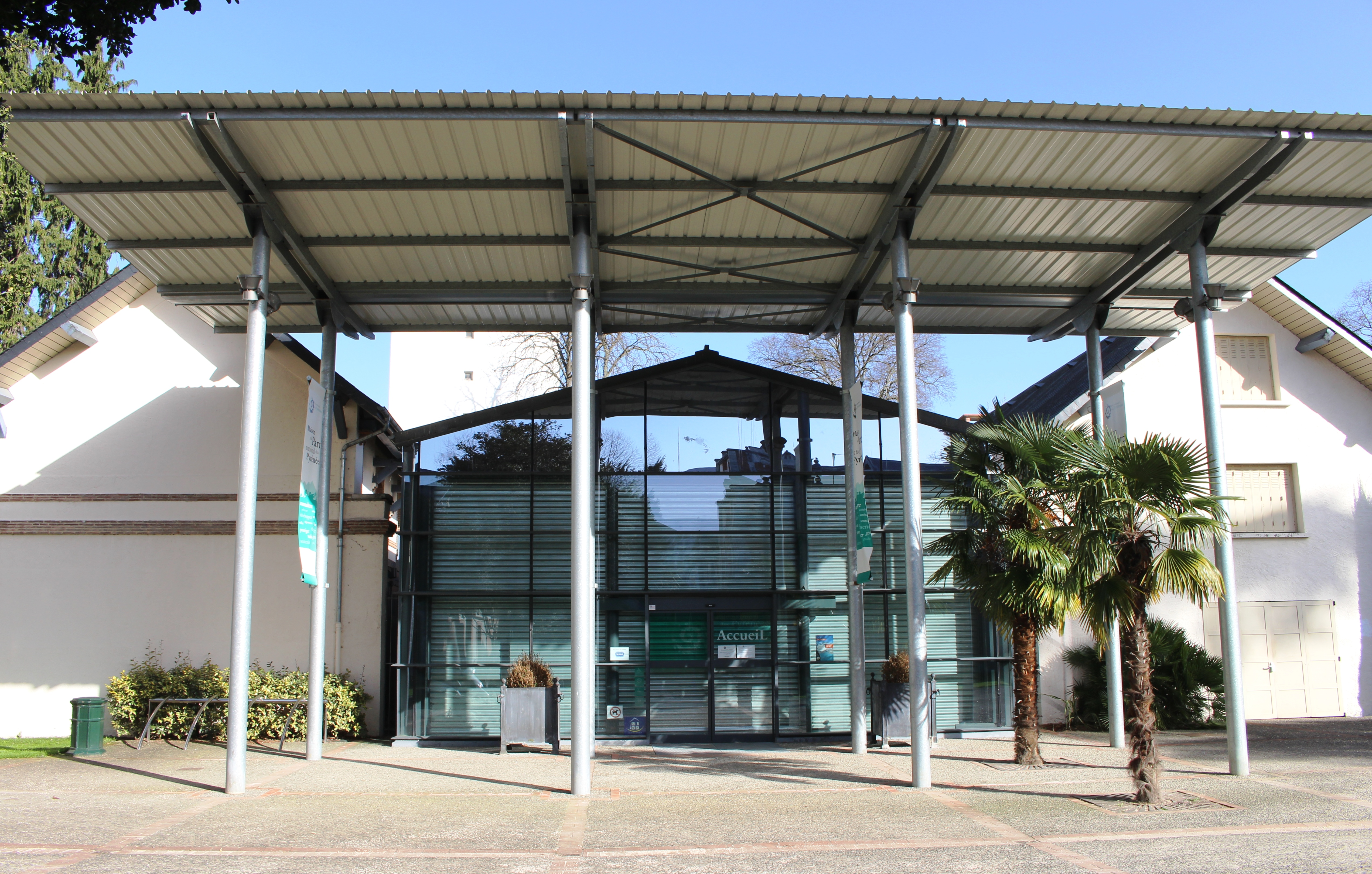
La Salle d'exposition.
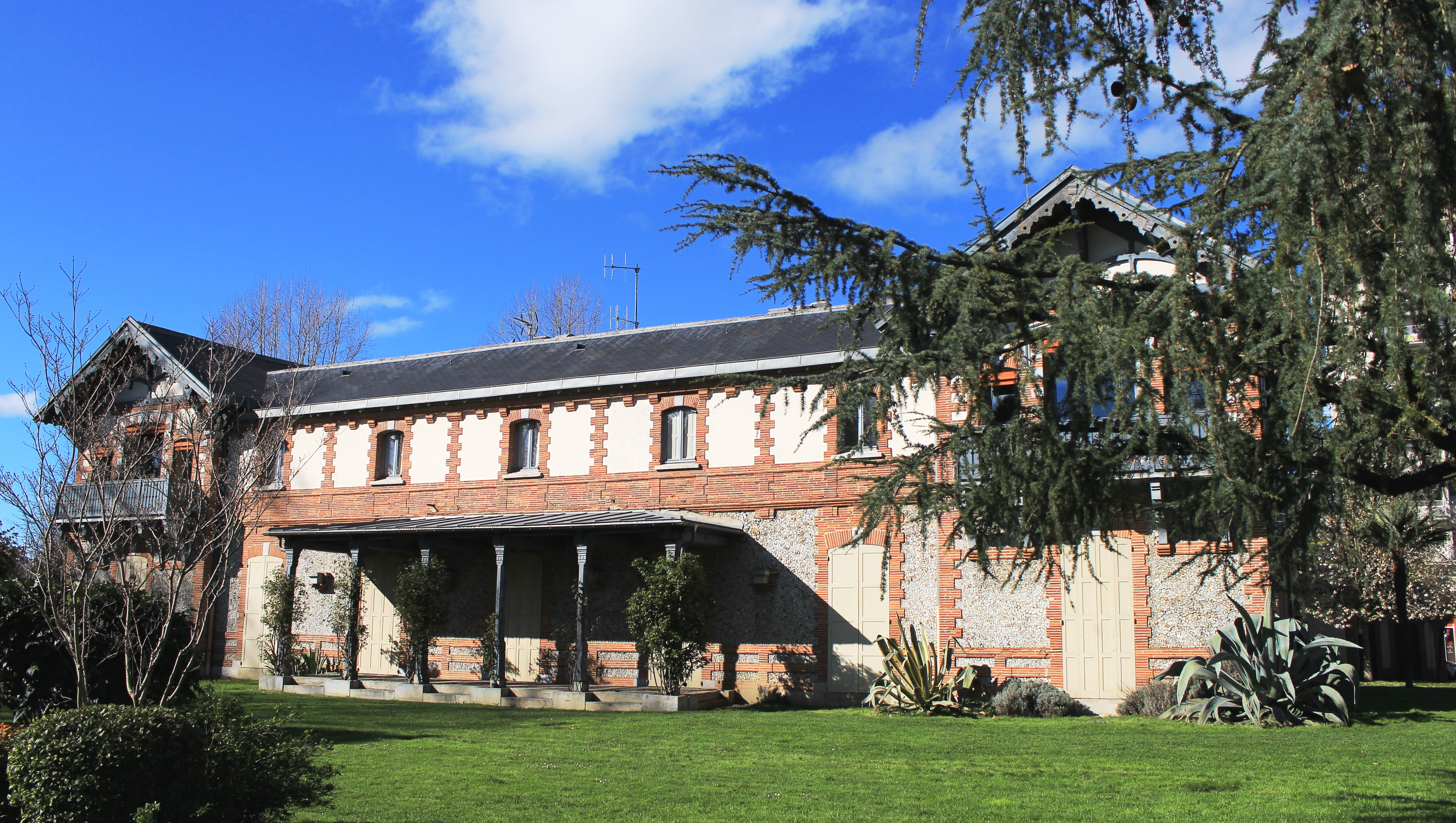
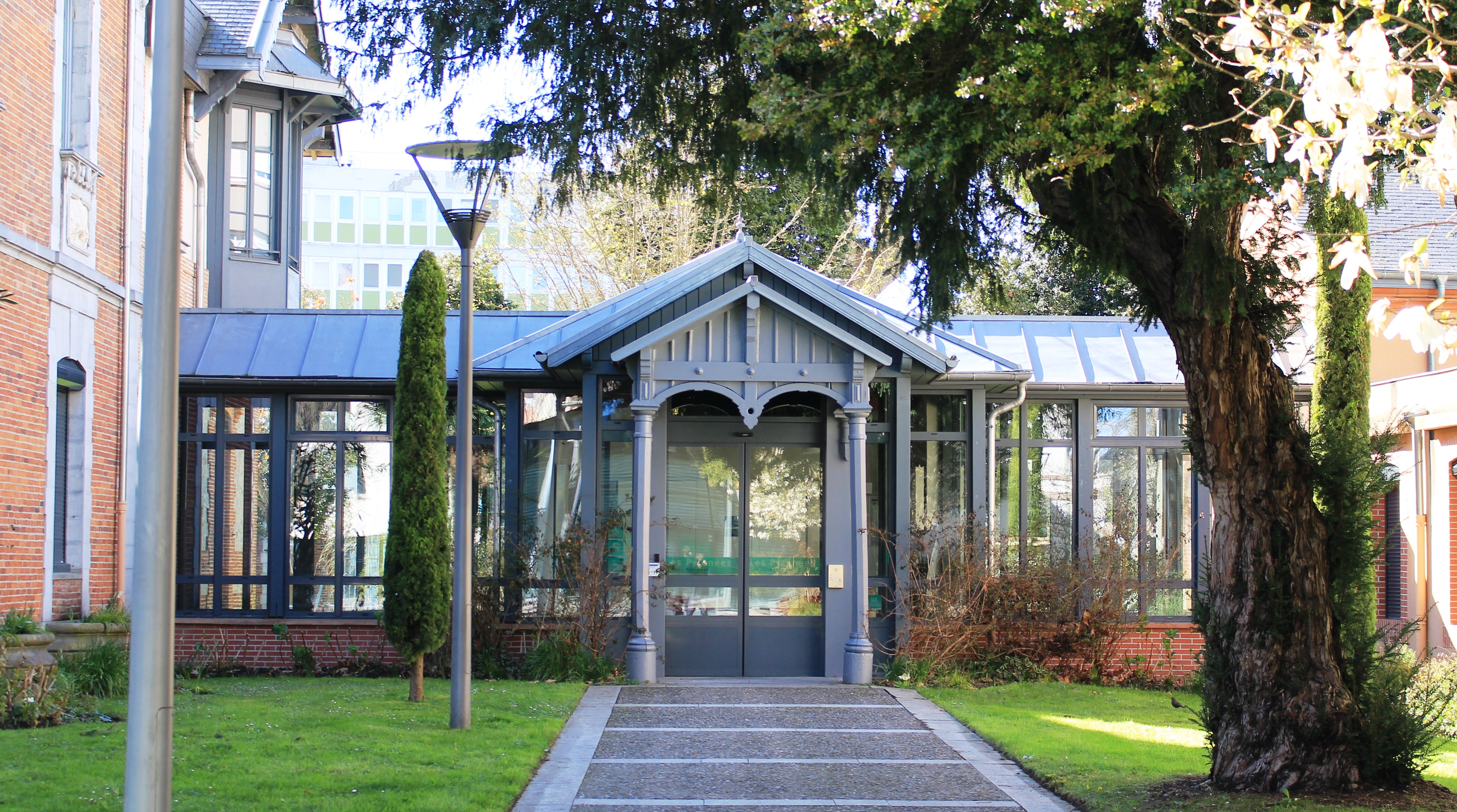
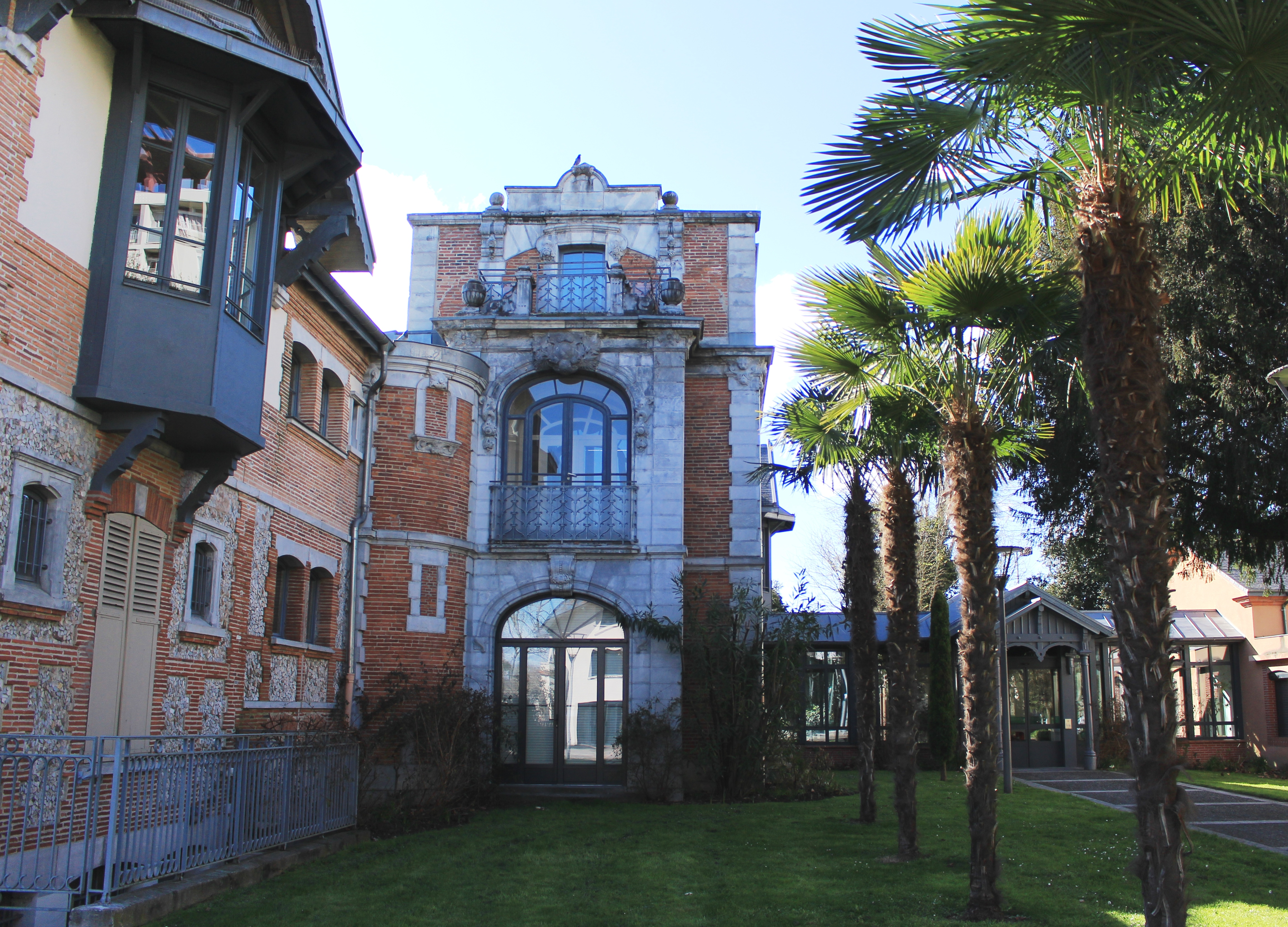